# Christopher Bloss
Christopher Bloss (* 1978) ist ein deutscher Sporttherapeut und Sachbuchautor.
Bloss studierte Sportpädagogik und ist Sporttherapeut in einer Rehabilitationsklinik bei Heidelberg. Seine Bücher behandeln die Thematik, wie jeder regelmäßig Fitness mit einfachen Mitteln betreiben kann.

## Werk
- Home Fitness. Die besten Workouts mit Heimtrainer, Hanteln und Co. Zusammen mit Hans A. Bloss und Iris Mahler, Droemer Knaur, München 2002, ISBN 3-426-66726-6.
- Gesund mit Pilates: Sportverletzungen, Gelenk- und Rückenbeschwerden, Muskelaufbautraining, Körperbalance, aufrechte Haltung – 60 klassische Übungen zum Vorbeugen und Heilen. Zusammen mit Hans A. Bloss und Christiane Wolff, Knaur, München 2006, ISBN 978-3-426-64329-7.
- Die besten Leibesübungen aller Zeiten. zusammen mit Gisela Rüger, Knaur-Ratgeber-Verlag, München 2009, ISBN 978-3-426-64618-2.[2]